# Luva

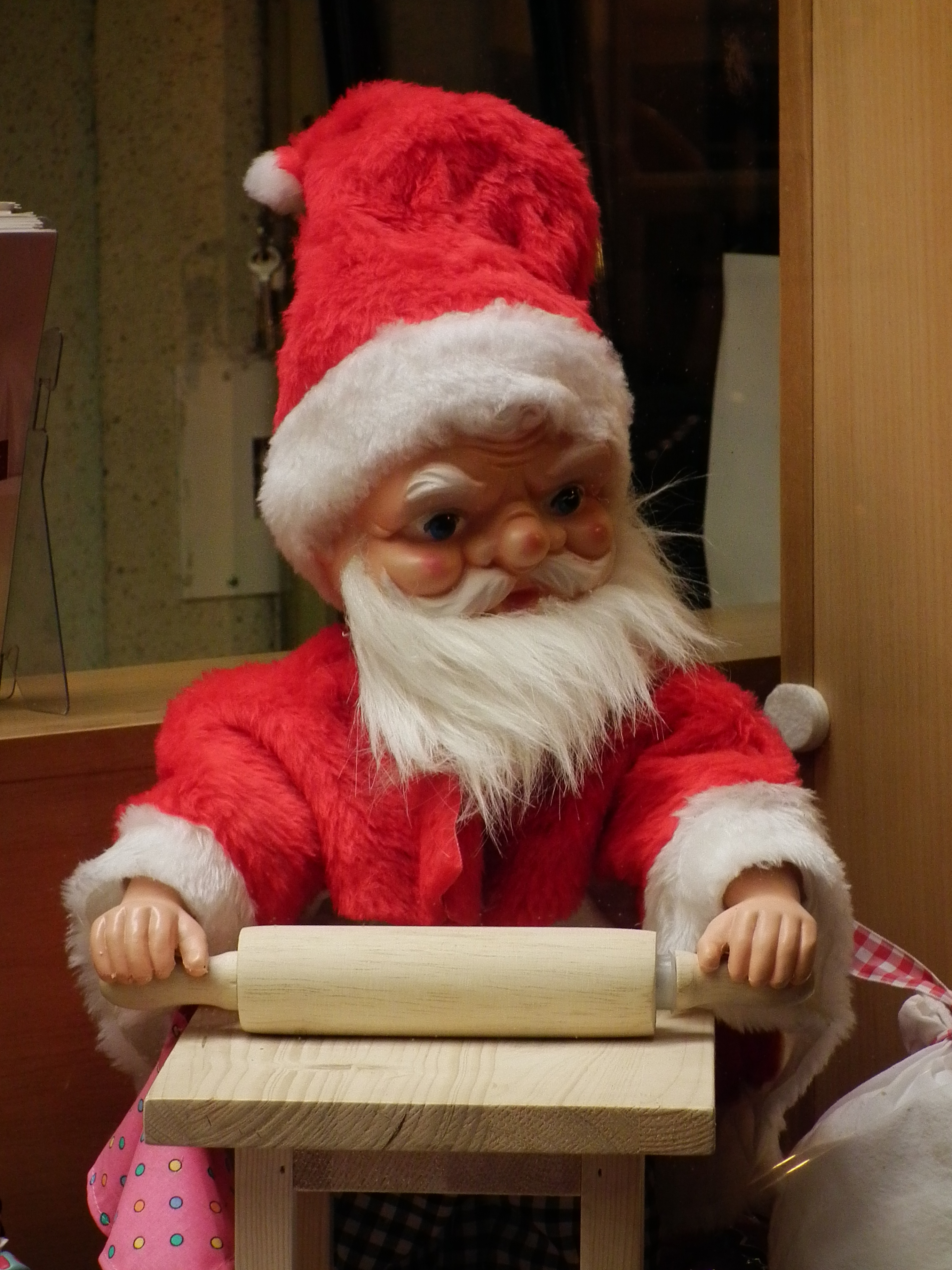
Tomteluva

Luva, eller toppluva, är en sorts mössa i ett mjukt material, tyg, skinn eller stickat garn, ibland med någon form av dekoration, till exempel en tofs.
Några typer av luvor: 
- tomteluva är en röd toppluva som tomtar brukar bära, och är en vanlig accessoar kring jul.
- röda luvor används i den manliga folkdräkten i flera områden.
- en speciell luva är den röda frygiska mössan, som efter franska revolutionen symboliserar friheten.
- luvor som dras ned över ansiktet (ofta svarta med hål för ögonen) har kommit att kallas rånarluva, även om de används av andra, till exempel hjälmbärare.